# Lavras da Mangabeira (tiểu vùng)
Lavras da Mangabeira là một tiểu vùng thuộc bang Ceará, Brasil. Tiều vùng này có diện tích 1632 km², dân số năm 2007 là 55792 người.